# Nagarote
Nagarote é um município da Nicarágua, situado no departamento de León. Tem 598 km² de área e sua população em 2020 foi estimada em 37.986 habitantes.